# Улица Петровского (Донецк)

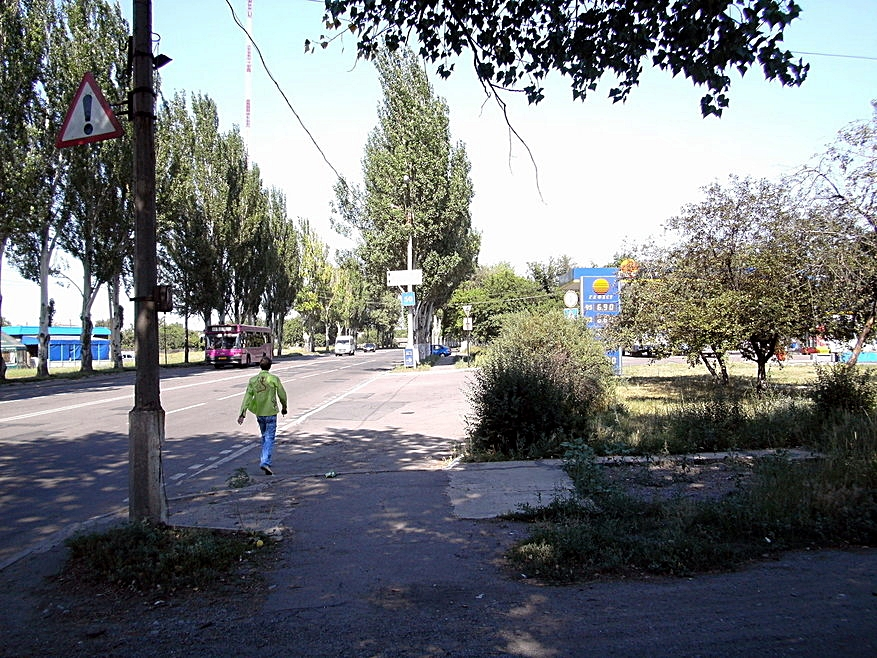
Улица Петровского, 2009 г.

Улица Петровского (укр. Вулиця Петровського) — одна из важнейших транспортных магистралей Донецка. Длина улицы около 15 километров; это вторая по протяжённости улица города.

## История
Улица получила своё название в честь Григория Ивановича Петровского (1878—1958), русского революционера, советского государственного и партийного деятеля. В 1904 году Петровский восстанавливал в Юзовке заводскую партийную организацию РСДРП, после арестов руководителей организации. После Февральской революции активно участвовал в установлении советской власти в Донбассе.

## Географическое расположение
Улица Петровского начинается в Кировском районе, неподалёку от площади Свободы и заканчивается в Петровском районе, в посёлке шахты «Трудовская». Проходит через посёлок Рутченковского машиностроительного завода, посёлок шахты № 19, крупный микрорайон Текстильщик. После мостового автомобильного перехода через железнодорожную линию Ясиноватая — Мариуполь проходит по территории Петровского района. Идёт по границе жилого массива ДСК и посёлка шахты № 29, пересекает Петровское лесничество, проходит через посёлок шахты № 4-21 и далее — через площадь Победы по центру Петровского района, до шахты «Трудовская».

## Транспорт

### Автобусы и маршрутные такси
В конце улицы расположена пригородная автостанция «Трудовская», с которой отправляются автобусы в центр Донецка, а также в населённые пункты Марьинского района Донецкой области.
По улице проходят автобусные маршруты № 42, 42а, 42б, 42г (из Петровского района в центр города), № 76, 12, 85, 98 (из микрорайона Текстильщик в центр города), № 61, 66, 66а, 59, 78 (местные маршруты Петровского и Кировского районов), а также транзитные автобусы в направлении Марьинки, Угледара и близлежащих населённых пунктов.

### Трамвай
Остановка «Улица Петровского» в микрорайоне Текстильщик является конечной станцией трамвайного маршрута № 8. Также через неё проходит маршрут № 16.

## Достопримечательности
- Памятник первой политической стачке шахтёров и мастеров Рутченково.
- Петровское лесничество.
- Телевышка высотой  360,5 м: самое высокое строение Восточной Украины.
- Памятный знак Петровскому партизанскому отряду.